# Korps Bothmer

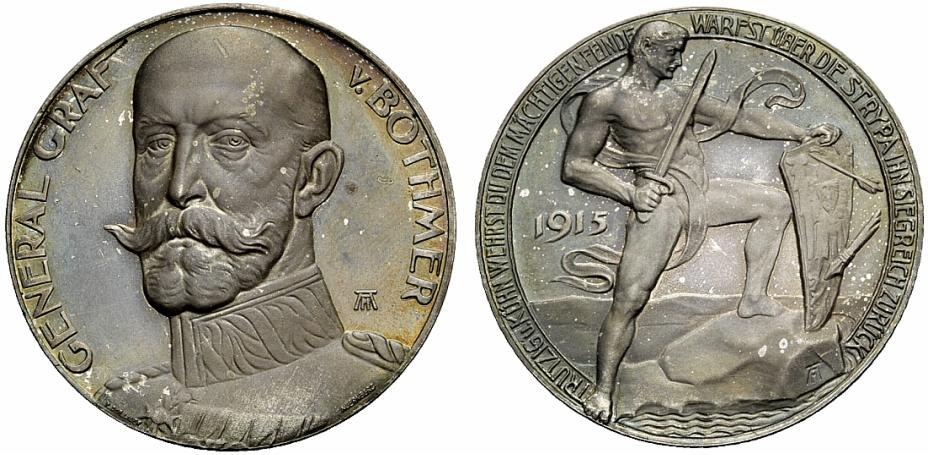
Erinnerungsmünze an Felix von Bothmer

Das Korps „Bothmer“ war ein Großverband des Deutschen Heeres während des Ersten Weltkrieges, der der Südarmee unterstand.

## Geschichte
Ursprünglich wurde der Großverband Ende 1914 als II. Reserve-Korps der Bayerischen Armee aufgestellt. Es war ab Januar 1915 mobil und kam im Februar 1915 kurzzeitig an der Westfront zum Einsatz. Ihr waren zu diesem Zeitpunkt die 6. und 8. Reserve-Division sowie Artillerie, Pionier und weitere Korpstruppen unterstellt. Unter Abgabe der bayerischen Truppen verlegte das Generalkommando im März 1915 an die Ostfront und führte bis zur Umwandlung in AOK Süd die Bezeichnung Korps „Bothmer“.
Das Korps „Bothmer“ war gewisserweise der Vorläufer des Karpathenkorps, welches im August 1916 ebenfalls aus der 1. Division bestand, aber in Rumänien und der Bukowina eingesetzt wurde. Das Korps verdankt seine Existenz dem Kampf am Zwinin. Als der Berg nicht genommen werden konnte, bildete man am 23. März 1915 aus der 1. Division – die bisher dem k.u.k. Korps „Hofmann“ unterstand – und der noch freien 3. Garde-Division ein Korps unter Führung von Felix von Bothmer. Der größte Erfolg dieses Korps war die Erstürmung des Zwinins am 9. April 1915, dann der Durchbruch durch die Beskiden und am 31. Mai bis 1. Juni die Einnahme von Stryj. Am 23. Juni 1915 erfolgte der schwierige Dnjestrübergang, der schließlich mit der Verfolgung bis zur Zlota Lipa endete. Am 7. Juli 1915 wurde das Korps aufgelöst. Bothmer übernahm die Führung der Südarmee. Die 1. Division verlegte mit der Bugarmee nach Norden und die 3. Garde-Division mit der Südarmee nach Osten.

### Gefechtskalender

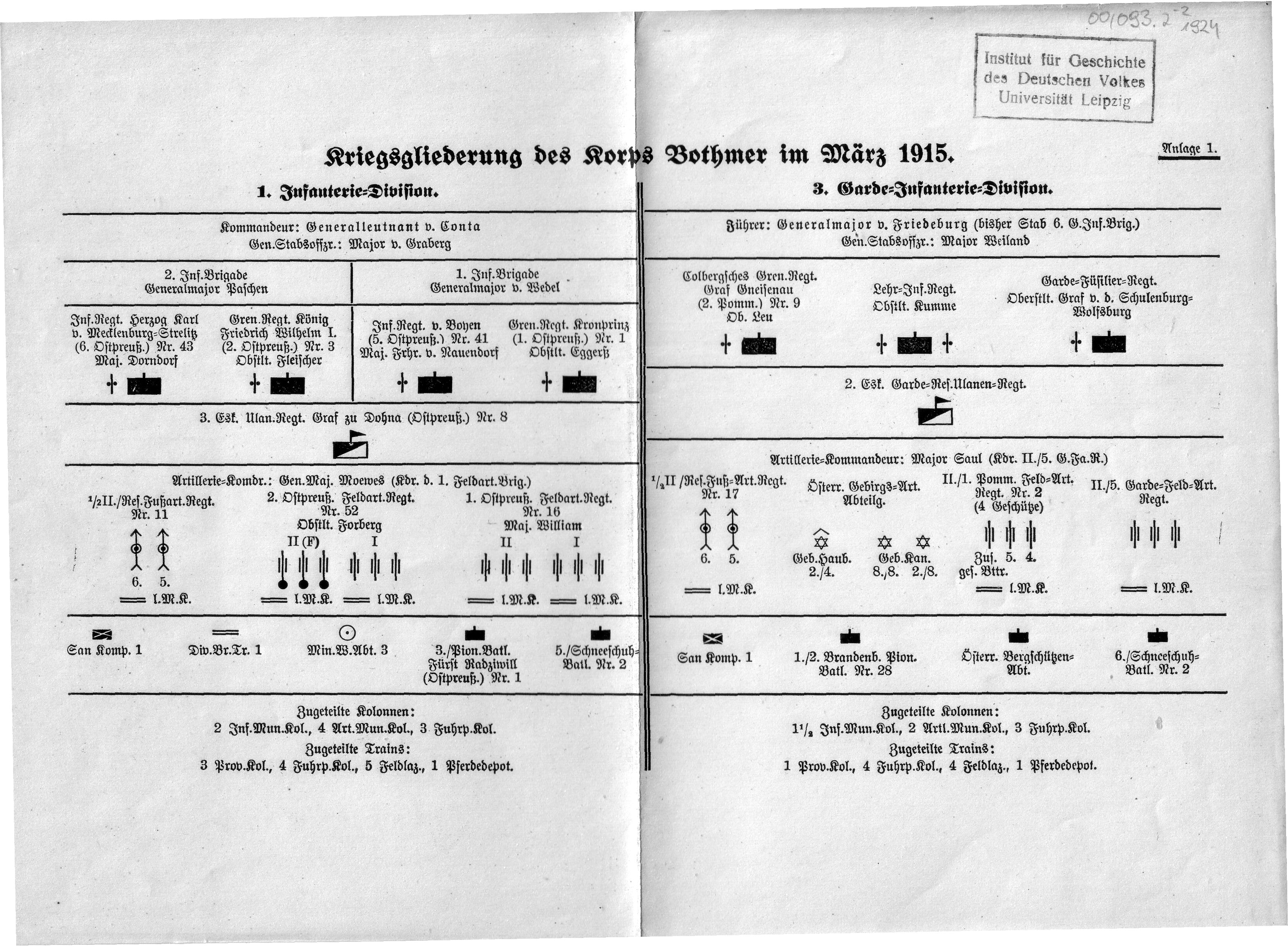
Zusammensetzung des Korps

#### 1915
- 9. April --- Erstürmung des Zwinin
- 10. April bis 12. Mai --- Gefecht bei Koziowa
- 24. April --- Erstürmung des Ostry
- 12. bis 17. Mai --- Verfolgung in den Karpathen
- Schlacht von Gorlice-Tarnów
  - 18. Mai bis 3. Juni --- Schlacht bei Stryj
  - 4. bis 9. Juni --- Verfolgung in Galizien
  - 10. bis 22. Juni --- Schlacht bei Zydaczow
  - 23. bis 27. Juni --- Übergang über den Dnjestr
  - 27. bis 29. Juni --- Schlacht an der Gnila Lipa
  - 30. Juni bis 6. Juli --- Verfolgung zwischen Gnila Lipa und Zlota Lipa

## Gliederung
Zum Korps gehörten die preußische 1. Division und die 3. Garde-Division sowie Korpstruppen. Anfang April 1915 kam noch die 38. Honved-Infanterie-Division hinzu.

## Kommandierender General
| Dienstgrad             | Name              | Datum                              |
| ---------------------- | ----------------- | ---------------------------------- |
| General der Infanterie | Felix von Bothmer | 26. Dezember 1914 bis 7. Juli 1915 |